# Ophiocordyceps unilateralis
Ophiocordyceps unilateralis is een insectenziekte veroorzakende schimmel die vooral voorkomt bij mieren. Ze wordt vooral aangetroffen in tropische bosecosystemen. De schimmel werd voor het eerst beschreven door de Britse natuuronderzoeker Alfred Russel Wallace in 1859. 

## Leven
Om zijn eigen voortplanting en verspreiding te bevorderen, manipuleert O. unilateralis de gedragspatronen van een besmette mier, specifiek Camponotus leonardi. De besmette mier verlaat zijn nest en foerageergebied, op zoek naar een plek op de bosbodem met een temperatuur en luchtvochtigheid die geschikt is voor de groei van de parasiet. De geïnfecteerde mier zal zich dan met de onderkaak vastklemmen aan de hoofdnerf op de onderkant van een blad en uiteindelijk sterven.
De schimmel kan op naam worden gebracht met behulp van het vruchtlichaam ervan, dat bestaat uit een donkergekleurde, pezige doch buigzame steel (stroma) die uit de achterkant van de kop van de overleden mier treedt. De steel heeft een perithecium (sporendrager) net onder de punt aan het uiteinde van deze steel.
Van O. unilateralis is bekend dat het hele mierenkolonies kan vernietigen. In reactie hierop zijn de mieren geëvolueerd en hebben manieren ontwikkeld om te herkennen dat een lid van de kolonie besmet is geraakt. Gezonde mieren dragen dan de stervende, besmette mier ver weg van de kolonie om blootstelling aan schimmelsporen te voorkomen.
O. unilateralis kan op zijn beurt door een onbekende schimmelsoort, een hyperparasiet, worden geïnfecteerd. De hyperparasiet tast de steel van O. unilateralis aan op het moment dat deze reproductieve structuur uit het mierenkadaver treedt. Dit kan ervoor zorgen dat het vruchtlichaam van O. unilateralis geen sporen meer kan vrijgeven.

## Geografische verpreiding
Vele studies beschrijven de schimmel als pantropisch aangezien het vooral in tropische wouden en ecosystemen voorkomt. Er zijn echter wel een aantal meldingen van deze schimmel in gematigd warme ecosystemen. O. unilateralis is te vinden in tropische regenwouden in Brazilië, Australië en Thailand, en in gematigde bossen in Zuid Carolina, Florida en Japan.